# Lijst van rivieren in Delaware
Dit is een lijst van rivieren in de Amerikaanse staat Delaware.

## Hoofdrivieren en -kreken (22)
- Appoquinimink River
- Blackbird Creek
- Brandywine Creek
- Broadkill River
- Cedar Creek
- Choptank River
- Christina River
- Delaware River
- Indian River
- Leipsic River
- Little River
- Marshyhope Creek
- Mispillion River
- Murderkill River
- Nanticoke River
- Pepper Creek
- Pocomoke River
- Red Clay Creek
- St. Jones River
- Sassafras River
- Smyrna River
- White Clay Creek

## Alle benaamde beekjes (435)
- Agricultural Ditch, Sussex County
- Ake Ditch, Sussex County
- Alapocas Run, New Castle County
- Allabands Mill Stream,	 Kent County
- Alms House Ditch, Sussex County
- Almshouse Branch, Kent County
- Alston Branch	Kent County
- Angle Rod Creek, New Castle County
- Appoquinimink River, New Castle County
- Army Creek, New Castle County
- Arnell Creek	Sussex County
- Ash Gut	Kent County
- Asketum Branch	Sussex County
- Augustine Creek, New Castle County
- Back Creek, New Castle County
- Bacon Island Creek	Sussex County
- Baker Mill Branch	Sussex County
- Bald Cypress Branch	Sussex County
- Bald Eagle Creek	Sussex County
- Barlow Branch, New Castle County
- Batson Branch	Sussex County
- Beachy Neidig Ditch	Kent County
- Bearhole Ditch	Sussex County
- Beaver Branch, New Castle County
- Beaver Creek, New Castle County
- Beaver Dam Branch	Sussex County
- Beaver Gut Ditch	Kent County
- Beaverdam Branch	Kent County
- Beaverdam Branch	Kent County
- Beaverdam Branch	Kent County
- Beaverdam Branch	Kent County
- Beaverdam Branch	Sussex County
- Beaverdam Branch	Sussex County
- Beaverdam Branch	Sussex County
- Beaverdam Creek	Sussex County
- Bee Branch	Sussex County
- Belltown Run, New Castle County
- Bennefield Branch	Kent County
- The Big Ditch, New Castle County
- Big Mill Branch	Sussex County
- Black Arm Prong	Kent County
- Black Savannah Ditch	Sussex County
- Black Stallion Ditch, New Castle County
- Black Swamp Creek	Kent County
- Blackbird Creek, New Castle County
- Blackwater Creek	Sussex County
- Blackwater Creek	Sussex County
- Blanco Ditch	Kent County
- Boogy Run	New Castle County
- Booth Branch	Kent County
- Bowman Branch	Sussex County
- Brandywine Creek, New Castle County
- Brasures Branch	Sussex County
- Bridgeville Branch	Sussex County
- Bright Haines Glade Branch	Kent County
- Brights Branch	Sussex County
- Brittingham Branch	Sussex County
- Broad Creek	Sussex County
- Broadkill River, Sussex County
- Browns Branch	Kent County
- Bucks Branch	Sussex County
- Bullock Prong	Kent County
- Bundicks Branch	Sussex County
- Buntings Branch	Sussex County
- Burrows Run	New Castle County
- Burrsville Branch	Kent County
- Burton Prong	Sussex County
- Butler Mill Branch	Sussex County
- Cahoon Branch	Kent County
- Canary Creek	Sussex County
- Carney Run, New Castle County
- Cart Branch	Sussex County
- Cattail Branch	Kent County
- Cedar Creek, New Castle County
- Cedar Creek	Sussex County
- Chapel Branch	Sussex County
- Chapel Branch	Sussex County
- Cherry Walk Creek	Sussex County
- Chestnut Run, New Castle County
- Choptank River	Kent County
- Christina River, New Castle County
- Church Branch	Sussex County
- Clarksville Branch	Sussex County
- Clear Brook	Sussex County
- Cod Creek	Sussex County
- Cohee Prong	Kent County
- Collins Creek	Sussex County
- Connelly Mill Branch	Sussex County
- Cool Branch	Sussex County
- Cooper Branch	Sussex County
- Copper Branch	Kent County
- Corks Point Ditch, New Castle County
- Cow Bridge Branch	Sussex County
- Cow Marsh Creek	Kent County
- Cowhouse Branch	Sussex County
- Crony Pond Branch	Sussex County
- Crooked Creek	Sussex County
- Crystal Run, New Castle County
- Culbreth Marsh Ditch	Kent County
- Cypress Branch	Kent County
- Cypress Branch, New Castle County
- Deep Branch	Sussex County
- Deep Branch	Sussex County
- Deep Branch	Sussex County
- Deep Creek	New Castle County
- Deep Creek	Sussex County
- Deep Hole Branch	Sussex County
- Delaware River, New Castle County
- Derrickson Ditch	Sussex County
- Devious Branch	Kent County
- Dirickson Creek	Sussex County
- Ditch Creek	Sussex County
- Dogwood Branch, New Castle County
- Doll Run, New Castle County
- Dorman Branch	Sussex County
- Doty Glade	Sussex County
- Double Fork Branch	Sussex County
- Double Run	Kent County
- Dragon Creek, New Castle County
- Drawyer Creek, New Castle County
- Drum Creek	Sussex County
- Duck Creek, Kent County
- Duck Creek, Kent County
- Dukes en Jobs Ditch	Sussex County
- Dukes Ditch	Sussex County
- Dutton Ditch	Sussex County
- Dyke Branch	Kent County
- East Branch Christina River, New Castle County
- Ebenezer Branch	Sussex County
- Eli Walls Ditch	Sussex County
- Elliott Pond Branch	Sussex County
- Fairfield Run	New Castle County
- Fan Branch	Kent County
- Finis Branch	Kent County
- Fisher Creek	Sussex County
- Fishing Branch	Kent County
- Fishing Creek, New Castle County
- Fivefoot Prong	Kent County
- Fork Branch	Kent County
- Fork Number One Pepper Creek	Sussex County
- Freidel Prong	Sussex County
- Georgetown-Vaughn Ditch	Sussex County
- Gilbert Trivitts Ditch	Sussex County
- Gill Branch	Sussex County
- Gills Branch	Sussex County
- Glade Branch	Sussex County
- Gordon Branch	Sussex County
- Goslee Creek	Sussex County
- Graham Branch	Sussex County
- Gravelly Branch	Kent County
- Gravelly Branch	Sussex County
- Gravelly Ditch	Sussex County
- Gravelly Run	Kent County
- Grays Branch	Sussex County
- Grays Prong	Sussex County
- Great Bohemia Creek, New Castle County
- Green Branch	Kent County
- Green Briar Branch	Sussex County
- Green Creek	Kent County
- Green Spring Branch, New Castle County
- Greenlees Ditch	Kent County
- Greens Branch	Kent County
- Grubby Neck Branch	Sussex County
- Guinea Creek	Sussex County
- Gully Camp Ditch	Sussex County
- Gum Branch	Sussex County
- Gum Branch	Sussex County
- Gum Branch	Sussex County
- Guthrie Run, New Castle County
- Hangmans Run, New Castle County
- Harrington Beaverdam Ditch	Kent County
- Hawkey Branch	Kent County
- Hawks Inlet (historisch)	Kent County
- Heron Drain	Kent County
- Herring Branch	Kent County
- Herring Branch, New Castle County
- Herring Branch	Sussex County
- Herring Branch	Sussex County
- Herring Creek	Sussex County
- Herring Run	New Castle County
- Herring Run	Sussex County
- Herron Run	Kent County
- Hickman Ditch	Kent County
- Hill Savannah Ditch	Sussex County
- Hitch Pond Branch	Sussex County
- Holland Glade	Sussex County
- Holly Branch	Sussex County
- Hopkins Prong	Kent County
- Hopkins Prong	Sussex County
- Horse Pen Branch	Sussex County
- Horse Pound Swamp Ditch	Sussex County
- Horsepen Arm	Kent County
- Horsepen Ditch	Kent County
- Houston Branch	Sussex County
- Houston-Thorogood Ditch	Sussex County
- Hudson Branch	Kent County
- Hurley Drain	Sussex County
- Hurricane Run, New Castle County
- Husbands Run, New Castle County
- Hyde Run, New Castle County
- Improvement Branch	Kent County
- Indian Branch	Kent County
- Indian River	Sussex County
- Ingram Branch	Kent County
- Ingram Branch	Sussex County
- Ingram Branch	Sussex County
- Iron Branch	Sussex County
- Iron Mine Branch	Sussex County
- Iron Mine Prong	Kent County
- Isaac Branch	Kent County
- Island Creek	Sussex County
- Island Pond Marsh Ditch	Kent County
- Issac Branch	Kent County
- Jackson Branch	Sussex County
- Jackson Prong	Kent County
- James Branch	Sussex County
- Jamison Branch	Kent County
- Jobs Ditch	Sussex County
- Johnson Branch	Sussex County
- Johnson Branch	Sussex County
- Jones Branch	Sussex County
- Jones Mill Branch	Sussex County
- Jordan Branch	Kent County
- Joy Run, New Castle County
- Kent-Sussex Line Branch	Kent County
- Kings Causeway Branch	Kent County
- Lamborn Run	New Castle County
- Layton-Vaughn Ditch	Sussex County
- Leathermans Run, New Castle County
- Lednum Branch	Kent County
- Lee Joseph Creek	Sussex County
- Leipsic River	Kent County
- Lewes Creek	Sussex County
- Lewis Prong	Sussex County
- Lingo Creek	Sussex County
- Little Creek	Sussex County
- Little Mill Creek, New Castle County
- Little River	Kent County
- Long Branch	Sussex County
- Long Drain Ditch	Sussex County
- Lost Stream	New Castle County
- Love Creek	Sussex County
- Luther Marvel Prong	Kent County
- Mahon River	Kent County
- Maidstone Branch	Kent County
- Maple Branch	Sussex County
- Maple Marsh en Beaver Dam Branch	Sussex County
- Marshyhope Ditch	Kent County
- Martin Branch	Sussex County
- Massey Branch, New Castle County
- Matson Run, New Castle County
- Mayer Branch	Sussex County
- McColleys Branch	Sussex County
- McCrays Branch	Sussex County
- McGee Ditch	Sussex County
- Meadow Branch	Sussex County
- Meredith Branch	Kent County
- Middle Run, New Castle County
- Mifflin Ditch	Sussex County
- Mill Branch	Sussex County
- Mill Creek	Kent County
- Mill Creek, New Castle County
- Mill Creek, New Castle County
- Miller Creek	Sussex County
- Mirey Branch	Sussex County
- Mispillion River	Sussex County
- Mockingbird Creek	Sussex County
- Mockingbird Creek	Sussex County
- Morgan Branch	Kent County
- Morgan Branch	Sussex County
- Morris Branch, New Castle County
- Morris Branch	Sussex County
- Muddy Bottom Ditch	Kent County
- Muddy Branch	Kent County
- Muddy Run, New Castle County
- Mullet Run	Kent County
- Munchy Branch	Sussex County
- Murderkill River	Kent County
- Naaman Creek, New Castle County
- Narrow Ditch	Sussex County
- New Ditch	Sussex County
- Newell Branch	Kent County
- Nonesuch Creek, New Castle County
- North Fork Green Run	Sussex County
- North Prong	Sussex County
- Number One, Prong	Sussex County
- Number Two, Prong	Kent County
- Old Baptist Church Branch	Kent County
- Old Forge Branch	Sussex County
- Old Mill Creek	Sussex County
- Old Slaughter Creek	Sussex County
- Owens Branch	Sussex County
- Owens Branch	Sussex County
- Parker en Sampson Ditch	Sussex County
- Parker Branch	Sussex County
- Parnell Branch	Kent County
- Paw Paw Branch, New Castle County
- Pemberton Branch	Sussex County
- Penrose Branch	Kent County
- Pepper Branch	Sussex County
- Pepper Creek	Sussex County
- Perch Creek, New Castle County
- Perkins Run New Castle County
- Persimmon Run, New Castle County
- Peterkins Branch	Sussex County
- Phillips Branch	Sussex County
- Phillips Ditch	Sussex County
- Pigeon Run	New Castle County
- Pike Creek, New Castle County
- Piney Branch	Sussex County
- Pinks Branch	Kent County
- Pipe Elm Branch	Kent County
- Point Branch	Kent County
- Polk Branch	Sussex County
- Polly Branch	Sussex County
- Pot Hook Creek	Sussex County
- Powell Ditch	Kent County
- Pratt Branch	Kent County
- Presbyterian Branch	Sussex County
- Price Prong	Kent County
- Primehook Creek	Sussex County
- Prong Number Two	Kent County
- Prospect Branch	Kent County
- Providence Creek, Kent County
- Puncheon Run, Kent County
- Quarter Branch	Kent County
- Raccoon Ditch	Sussex County
- Raccoon Prong	Sussex County
- Ramsey Run, New Castle County
- Red Clay Creek, New Castle County
- Red House Branch	Kent County
- Red Lion Creek, New Castle County
- Rocky Run, New Castle County
- Rogers Branch	Sussex County
- Ross Prong	Kent County
- Rossakatum Branch	Sussex County
- Round Pole Branch	Sussex County
- Roy Creek	Sussex County
- Rum Bridge Branch	Sussex County
- Saint Georges Creek, New Castle County
- Saint Jones River	Kent County
- Sandom Branch, New Castle County
- Sandtown Branch	Kent County
- Sandy Branch, New Castle County
- Sandy Branch	Sussex County
- Sangston Prong	Kent County
- Sarah Run	Sussex County
- Saulsbury Creek	Kent County
- Saunders Branch	Sussex County
- Savannah Ditch	Sussex County
- Sawmill Branch, New Castle County
- Scott Run, New Castle County
- Sewell Branch	Kent County
- Sheep Pen Ditch	Sussex County
- Shellpot Creek, New Castle County
- Shields Prong	Kent County
- Shoals Branch	Sussex County
- Short en Hall Ditch	Sussex County
- Shorts Ditch	Sussex County
- Silver Run, New Castle County
- Simons River	Kent County
- Simpler Branch	Sussex County
- Slaughter Creek	Sussex County
- Smith-Short en Willin Ditch	Sussex County
- Smyrna River, New Castle County
- Snows Branch	Kent County
- Sockorockets Ditch	Sussex County
- South Branch Naaman Creek, New Castle County
- Sowbridge Branch	Sussex County
- Spring Branch	Kent County
- Spring Creek	Kent County
- Spruances Branch	Kent County
- Stallion Head Branch	Sussex County
- Stockley Branch	Sussex County
- Stockley Creek	Sussex County
- Stoney Branch	Sussex County
- Stoney Creek, New Castle County
- Stump Creek	Sussex County
- Sunset Branch	Sussex County
- Swan Creek	Kent County
- Swan Creek	Sussex County
- Tantrough Branch	Sussex County
- Tanyard Branch	Sussex County
- Tappahanna Ditch	Kent County
- Taylor Branch	Kent County
- Terrapin Pond	Sussex County
- Thompson Branch	Sussex County
- Thorndyk Branch	Kent County
- Tidbury Creek	Kent County
- Tidy Island Creek	Kent County
- Tom Creek, New Castle County
- Tomahawk Branch	Kent County
- Toms Dam Branch	Sussex County
- Tubbs Branch	Sussex County
- Tubmill Branch	Kent County
- Turkey Branch	Sussex County
- Turkey Branch	Sussex County
- Turkey Run, New Castle County
- Turtle Branch	Sussex County
- Tussocky Branch	Sussex County
- Tussocky Branch	Sussex County
- Twiford Meadow Ditch	Sussex County
- Tyndall Branch	Sussex County
- Unity Branch	Sussex County
- Vena Gains Branch	Sussex County
- Vines Creek	Sussex County
- Wall Branch	Sussex County
- Ward Branch	Kent County
- Wards Branch	Sussex County
- Warwick Gut	Sussex County
- Webber Branch	Kent County
- Welsh Branch	Sussex County
- West Branch Christina River, New Castle County
- West Branch Gum Branch	Sussex County
- Whartons Branch	Sussex County
- Wheeling Branch	Sussex County
- White Clay Creek, New Castle County
- White Creek	Sussex County
- White Marsh Branch	Kent County
- White Marsh Branch	Sussex County
- White Oak Creek	Sussex County
- White Oak Swamp Ditch	Sussex County
- Wildcat Branch	Kent County
- Wiley Branch Ditch	Sussex County
- William H Newton Ditch	Sussex County
- Williams Creek	Sussex County
- Willis Branch	Kent County
- Willow Grove Prong	Kent County
- Willow Run, New Castle County
- Wilson Creek	Sussex County
- Wilson Run, New Castle County
- Wisacco Cipus (historisch), New Castle County
- Wolfe Glade	Sussex County
- Wood Duck Run	New Castle County
- Wright Creek	Sussex County

## Rivieren en beekjes
Atlantische kust
Chesapeake Bay
- Elk River’‘, Cecil County, Maryland
  - Bohemia River’‘, Cecil County, Maryland
    - Great Bohemia Creek, New Castle County
      - Sandy Branch, New Castle County

  - Back Creek, New Castle County
    - Guthrie Run, New Castle County

  - Perch Creek, New Castle County

- Sassafras River’‘, KentCounty, Maryland
  - Herring Branch, New Castle County

- Chester River’‘, KentCounty, Maryland
- Cypress Branch, New Castle County
  - Dogwood Branch, New Castle County
  - Black Stallion Ditch, New Castle County

Delaware River en Delaware Bay
- Naaman Creek, New Castle County
  - South Branch Naaman Creek, New Castle County
- Perkins Run New Castle County
- Stoney Creek, New Castle County
- Shellpot Creek, New Castle County
  - Turkey Run, New Castle County
- Christina River, New Castle County
  - Brandywine Creek, New Castle County
    - Alapocas Run New Castle County
    - Husbands Run, New Castle County
      - Willow Run, New Castle County

    - Wilson Run, New Castle County
    - Rocky Run, New Castle County
      - Hurricane Run, New Castle County

    - Carney Run, New Castle County
    - Ramsey Run, New Castle County
    - Beaver Creek, New Castle County

  - Little Mill Creek, New Castle County
    - Chestnut Run, New Castle County
    - Willow Run, New Castle County

  - Nonesuch Creek, New Castle County
  - White Clay Creek, New Castle County
    - Hershey Run, New Castle County
    - Red Clay Creek, New Castle County
      - Hyde Run, New Castle County

    - Mill Creek, New Castle County
    - Pike Creek, New Castle County
    - Middle Run, New Castle County

  - Leathermans Run, New Castle County
  - Belltown Run, New Castle County
    - Muddy Run, New Castle County

  - West Branch Christina River, New Castle County
    - Persimmon Run, New Castle County

  - East Branch Christina River, New Castle County
- Army Creek, New Castle County
- Tom Creek, New Castle County
- Red Lion Creek, New Castle County
  - Doll Run, New Castle County
- Cedar Creek, New Castle County
- Dragon Creek, New Castle County
- Saint Georges Creek, New Castle County
  - Scott Run, New Castle County
  - Joy Run, New Castle County
  - Crystal Run, New Castle County
- Augustine Creek, New Castle County
- Silver Run, New Castle County
- Appoquinimink River, New Castle County
  - The Big Ditch, New Castle County
  - Hangmans Run, New Castle County
  - Drawyer Creek, New Castle County
- Blackbird Creek, New Castle County
  - Fishing Creek, New Castle County
  - Beaver Branch, New Castle County
  - Barlow Branch, New Castle County
  - Sandom Branch, New Castle County
- Angle Rod Creek, New Castle County
- Smyrna River, New Castle County
  - Sawmill Branch, New Castle County
  - Corks Point Ditch, New Castle County
    - Morris Branch, New Castle County

  - Green Spring Branch, New Castle County
    - Massey Branch, New Castle County

  - Duck Creek, Kent County
    - Providence Creek, Kent County
      - Paw Paw Branch, New Castle County

- Broadkill River, Sussex County

Alabama · Alaska · Arizona · Arkansas ·  Californië · Colorado · Connecticut · Delaware · Florida · Georgia · Hawaï · Idaho ·  Illinois · Indiana · Iowa · Kansas · Kentucky · Louisiana · Maine · Maryland · Massachusetts · Michigan · Minnesota · Mississippi · Missouri · Montana · Nebraska · Nevada · New Hampshire · New Jersey · New Mexico · New York ·  North Carolina · North Dakota · Ohio · Oklahoma · Oregon · Pennsylvania · Rhode Island · South Carolina · South Dakota · Tennessee · Texas · Utah · Vermont · Virginia · Washington (staat) · Washington D.C. · West Virginia · Wisconsin · Wyoming